# Academia de la Marina Mercante de los Estados Unidos
La Academia de la Marina Mercante de los Estados Unidos (en inglés: United States Merchant Marine Academy, USMMA), también conocida como Kings Point, es una institución académica de educación superior para la formación de oficiales comisionados a la Marina Mercante de los Estados Unidos. Se ubica en Kings Point (Nueva York).
Es una de las 5 academias federales de servicio de los Estados Unidos, junto con la Academia Militar de los Estados Unidos, la Academia Naval de los Estados Unidos, la Academia de la Fuerza Aérea de los Estados Unidos y la Academia de la Guardia Costera de Estados Unidos.
Fue fundada en 1942.
Los estudiantes forman un regimiento de guardiamarinas, dividido en dos batallones y seis compañías: Primera, Segunda, Tercera, Cuarta, Quinta y Banda. Las compañías Primera y Segunda forman el Primer Batallón y las compañías Tercera, Cuarta y Quinta, el Segundo Batallón. Los estudiantes que llegan a la academia con conocimientos de instrumentos musicales suelen ser conducidos a la Banda Militar de AdlMM.

## Deportes
Los Mariners compiten en la Landmark Conference de la División III de la NCAA, excepto en fútbol americano, donde se integran en la Liberty League. En Vela, deporte que no está incluido en la NCAA, compiten en la Middle Atlantic Intercollegiate Sailing Association de la Inter-Collegiate Sailing Association of North America y han ganado 15 campeonatos nacionales desde 1979, temporada en la que ganaron su primer título nacional.
- Datos: Q1806541
- Multimedia: United States Merchant Marine Academy / Q1806541